# راتاتوي (فلم)
راتاتوي أو الفأر الطباخ أو خلطة بيطة بالصلصة  أو الطباخ الصغير (بالفرنسية: Ratatouille) هو فيلم رسوم متحركة أمريكي فاز بجائزة الأوسكار لأفضل فيلم صور متحركة للعام 2007. أنتج من قبل شركة بيكسار وقامت شركة أفلام والت ديزني بتوزيعه، وهو من إخراج براد بيرد، الذي تولى أيضاً مهمة إخراج فيلم الخارقون. وجان بينكافا الذي كان صاحب الفكرة. أطلق الفيلم في عام 2007 ولقى نجاحاً باهراً في مختلف أنحاء العالم.

## القصة
تدور أحداث القصة حول جرذ (فأر في النّسخة المصرية) يدعى ريمي، يحلم بأن يكون طباخاً ماهراً، إلا أنه يواجه العديد من العقبات التي تحول بينه وبين الوصول إلى غايته. وعقب انفصاله عن عائلته بعد أن اكتشف وكرها، يصل ريمي إلى باريس طافياً داخل المجاري على كتاب طبخ، كتب من قبل أعظم طباخي فرنسا، ثم يستقر في مطبخ مطعم فاخر وهو مطعم ذلك الطباخ.
بعد أن يجد ريمي نفسه في عدة مواقف حرجة، يلتقي برجل يدعى لينجويني، وهو شاب أخرق يفتقر لمهارات الطبخ والتنظيف. وبالصدفة يجد ريمي أن بإمكانه التحكم في لينجويني عبر جذب شعر رأسه في اتجاهات معينة، ليجد بذلك الحل لمشكلته، حيث يقوم ريمي في الفيلم باستخدام لينجويني للطبخ وتحضير الطعام.

## أداء الأصوات
| اسم الشخصية          | اسم الشخصية بالإنجليزيّة         | مؤدي الصوت الأصليّ (بالإنجليزيّة) | مؤدي الصوت باللهجة المصرية | مؤدي الصوت باللغة العربية الفصحى (تلفزيون ج) | مؤدي الصوت باللغة العربية الفصحى (ديزني+) |
| -------------------- | ------------------------------- | ------------------------------- | -------------------------- | -------------------------------------------- | ----------------------------------------- |
| ريمي                 | Remy                            | باتون أوسوالت                   | أحمد زيدان                 | عبدو حكيم                                    | هشام الجندي                               |
| لينجويني             | Alfredo Linguini                | لو رومانو                       | محمد صافي                  | رودي قليعاني                                 | ديفيد برتي                                |
| كوليت                | Colette Tatou                   | جايني غاروفالو                  | مريم الخشت                 | روزي اليازجي                                 | أريج فودة                                 |
| سكينر                | Skinner                         | إيان هولم                       | بطرس غالي                  | طه العبد                                     | محمود عامر                                |
| أنتون إيجو           | Anton Ego                       | بيتر أوتول                      | أحمد الحريري               | حسني بدر الدين                               |                                           |
| جوستو                | Auguste Gusteau                 | براد غارت                       | مرسي الحطاب                | خالد السيد                                   | طارق عبيد                                 |
| ديانجو               | Django                          | براين دينيهي                    | محمد ناجي                  | ناجي شامل                                    | محمد الكاشف                               |
| إميل                 | Emile                           | بيتر سون                        | الهامي أمين                | حسان حمدان                                   | إلهامي امين                               |
| هورست                | Horst                           | ويل آرنت                        | أحمد خليل                  | عمر الشماع                                   |                                           |
| لالو                 | Lalo                            | جوليس كالاهان                   | كمال عطية                  | عماد فغالي                                   |                                           |
| فرونسوا              | François                        | جوليس كالاهان                   | طارق إسماعيل               | بيان أبو شقرا                                |                                           |
| لاروس                | Larousse                        | جيمز ريمار                      | سيد الرومي                 | شادي شمص                                     |                                           |
| مصطفى                | Mustafa                         | جون راتزنبرجر                   | زايد فؤاد                  | بيان أبو شقرا                                |                                           |
| المحامي تالون لابارث | Talon Labarthe                  | تيدي نيونون                     | أحمد مختار                 | حسان حمدان                                   |                                           |
| بومبيدو              | Pompidou                        | توني فوسيل                      | رمضان خاطر                 | سعد حمدان                                    |                                           |
| جيت                  | Git                             | جيك ستاينفلد                    | إبراهيم غريب               | سعد حمدان                                    |                                           |
| أمبريستر مينيون      | Ambrister Minion                | براد بيرد                       | شهاب إبراهيم               | بيان أبو شقرا                                |                                           |
| راوي قناة الطبخ      | Narrator of the cooking channel | ستيفان رو                       | أحمد عطاء                  | سعد حمدان                                    | معتز الشاذلي                              |
| مفتش الصحة           |                                 |                                 |                            | شادي شمص                                     |                                           |

## النقد
تلقى الفيلم نقداً إيجابياً بشكل عام، حيث اعتبر سادس أعلى الأفلام تقديراً في موقع "Metacritic"، كما كان متوسط تقدير 13 ناقد "-A" في "Yahoo! Movies". حاز «راتاتووي» على جائزة الأوسكار لأفضل فيلم صور متحركة للعام 2007، في الحفل الثمانون لتوزيع جوائز الأوسكار.

## الأرباح العالمية
وصل الفيلم إلى المرتبة الأولى في الولايات المتحدة عند إطلاق الفيلم لأول مرة، وحصد 47 مليون دولار، إلا أنه كان يعتبر نسبة منخفضة مقارنة مع أفلام الرسوم المتحركة الأخرى. أما في فرنسا، فقد حطم الفيلم الرقم القياسي كأكبر افتتاح لفيلم رسوم متحركة. حقق الفيلم أرباحاً عالمية ضخمة، تقدر بحوالي 623,722,818 دولار.

## وصلات خارجية
- الموقع الرسمي
- راتاتوي (فلم) على موقع IMDb (الإنجليزية)
- راتاتوي (فلم) على موقع ميتاكريتيك (الإنجليزية)
- راتاتوي (فلم) على موقع الموسوعة البريطانية (الإنجليزية)
- راتاتوي (فلم) على موقع روتن توميتوز (الإنجليزية)
- راتاتوي (فلم) على موقع نتفليكس (الإنجليزية)
- راتاتوي (فلم) على موقع ألو سيني (الفرنسية)
- راتاتوي (فلم) على موقع Turner Classic Movies (الإنجليزية)
- راتاتوي (فلم) على موقع أول موفي (الإنجليزية)
- راتاتوي (فلم) على موقع بوكس أوفيس موجو (الإنجليزية)
- راتاتوي (فلم) على موقع فيلمافينيتي (الإسبانية)

| سبقه الأقدام المرحة | أوسكار - أفضل فيلم صور متحركة 2007 | تبعه وال-إي |